# Ivan Klioune
Ivan Vassilievitch Kliounkov, dit Klioune (en russe : Иван Васильевич Клюн), né au village de Bolshie Gorki (ru) (près de Moscou, gouvernement de Vladimir) le 20 août 1873 et mort à Moscou le 13 décembre 1943, est un artiste de l'avant-garde russe, suprématiste et constructiviste, à la fois peintre, graphiste et sculpteur.

## Biographie
En 1881, Ivan Klioune déménage avec l'ensemble de sa famille en Ukraine et, en 1890, il s'installe en Pologne, qui à l'époque faisait partie de l'Empire russe. À Varsovie, en 1890, il exerce la profession de comptable.
Il reçoit une éducation artistique à l'École d'art de Penza, puis, en 1889 et 1890, à l'École de la Société de l'Encouragement des Arts à Varsovie. De 1890 à 1905, il étudie l'art à Moscou dans les studios de F. Rerberg, Ilia Machkov et V. Fisher, puis à l'Académie des Arts de Saint-Pétersbourg, de 1907 à 1914.

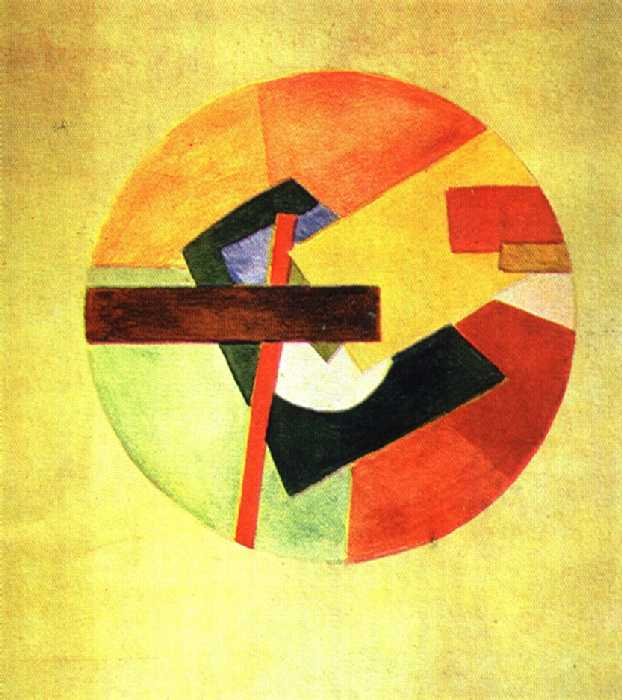
Peinture suprématiste, 1920
Aquarelle, crayon 27,7 x 21,8 cm

De 1910 à 1914, Ivan Klioune participe à plusieurs expositions du groupe Soyouz molodioji (Union de la jeunesse) en compagnie d'artistes tels que David Bourliouk, Vladimir Bourliouk, Kazimir Malevitch, Pavel Filonov, Vladimir Tatline et Georges Annenkov.
En 1915, il participe à des expositions : Tramway V, Exposition 0,10 et rejoint le groupe d'artistes Supremus, dirigé par Malevitch. L'année suivante, avec les artistes suprématistes Kazimir Malevitch, Alexandra Exter, Nina Genke, Lioubov Popova, Nadejda Oudaltsova et encore d'autres, il participe à l'expérience communautaire artistique du village ukrainien de Verbovka.

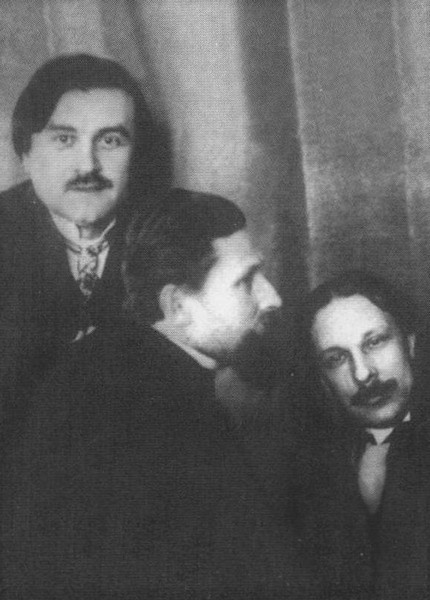
Malevitch, Klioune, Alekseï Morgounov (de gauche à droite)

De 1917 à 1921, Klioune est responsable du Bureau central des expositions du département des Beaux-Arts du commissariat du Peuple à l'éducation (le Narkompros). Simultanément, de 1918 à 1921, il enseigne aux Ateliers supérieurs d’art et de technique (Vkhoutemas) à Moscou.
À la fin des années 1920, Klioune se fait l'adepte du purisme français et, dans les années 1930, du surréalisme.

## Œuvre
Dans l'« Autoportrait à la scie » apparaît un éclatement de la figure cubo-futuriste analytique. Le monde des humains et le monde des objets sont confondus où l'on reconnaît là des dents, là un nez. Pourtant l'intégralité du visage est saisie par l’œil du spectateur qui se retrouve dans le chaos. Le dynamisme du portrait est créé par une série de petits triangles dans diverses positions d'où émerge la figure centrale.
Alors que chez Malevitch la couleur métallique vient "futuriser" la construction, Klioune reste fidèle aux couleurs du cubisme, à leurs tons de terre.
Klioune est un peintre prolifique. Ami de Malevitch, Ukrainien comme lui, il suit des cours à Varsovie et à Kiev. Cela lui permet de s'ouvrir à toutes les cultures picturales de l'époque, à l'exception du néo-primitivisme. Dans ses œuvres de 1915-1921, il utilise le vocabulaire iconographique de Malevitch, mais y apporte sa propre graphie avec ses triangles, ses formes ovoïdes. Il est un des seuls suiveurs de Malevitch (avec Lioubov Popova) à avoir créé des variations sur des formes  géométriques nues : cercles, ellipses, chevrons, trapèzes.